# Tobias Heinzelmann (Handballspieler)
Tobias Heinzelmann (* 26. August 1999) ist ein deutscher Handballspieler.

## Karriere
Tobias Heinzelmann kam bereits in der Jugend von seinem Heimatverein TSV Burladingen zum HBW Balingen-Weilstetten. Nach der Jugend spielte er für die 2. Mannschaft in der 3. Liga und erhielt auch bereits Einsatzzeiten in der Bundesligamannschaft. 2021 erhielt er seinen ersten Profivertrag und stand im Kader der 1. Mannschaft in der Bundesliga. 2022 stieg er mit Balingen in die 2. Bundesliga ab und in der folgenden Saison direkt als Meister der 2. Liga wieder auf. 2024 stieg er erneut mit Balingen in die 2. Bundesliga ab.

## Privat
Tobias Heinzelmann studierte Maschinenbau an der Hochschule Albstadt-Sigmaringen. Er schloss sein Studium im Oktober 2022 mit dem Bachelor ab. Seither arbeitet er als Maschinenbauingenieur.